# Sd.Kfz. 253
SdKfz 252 (SdKfz 253 leichter Gepanzerter Beobachtungskraftwagen) bylo německé obrněné pozorovací vozidlo určené užívané v druhé světové válce.
Jeho konstrukce vycházela z obrněného kolopásu SdKfz 250, avšak tato varianta byla zcela uzavřená. V letech 1940–1941 bylo vyrobeno 285 kusů.